# Gare d'Épernay
La gare d'Épernay est une gare ferroviaire française de la ligne de Noisy-le-Sec à Strasbourg-Ville, située sur le territoire de la commune d'Épernay, dans le département de la Marne, en région Grand Est.
C'est une gare de la Société nationale des chemins de fer français (SNCF), desservie par des trains régionaux (réseau TER Grand Est).

## Situation ferroviaire
Établie à 72 mètres d'altitude, la gare d'Épernay est située au point kilométrique (PK) 141,395 de la ligne de Noisy-le-Sec à Strasbourg-Ville, entre les gares ouvertes de Dormans et Châlons-en-Champagne. Gare de bifurcation, elle est l'origine de la ligne d'Épernay à Reims.

## Histoire
La gare d’Épernay, inaugurée en 1849, possédait un bâtiment provisoire en bois destiné à assurer les fonctions de gare durant quelques années, le temps que la Compagnie du chemin de fer de Paris à Strasbourg dispose des moyens pour construire un bâtiment définitif. À la fin des années 1850, ce bâtiment provisoire cède la place à la gare actuelle : un grand édifice richement décoré. La gare en bois n'est pas démolie : elle est démontée et reconstruite à Provins, où les autorités militaires souhaitent que la gare puisse facilement être détruite en cas de conflit. Malgré cela, ce bâtiment survécut jusqu'à sa démolition en 1978.
La seconde gare d'Épernay est un large édifice de style néoclassique, composé d'un bâtiment à deux étages de neuf travées. Ce bâtiment est muni d'ailes latérales. Des bâtiments annexes existent également.

Illustrations anciennes
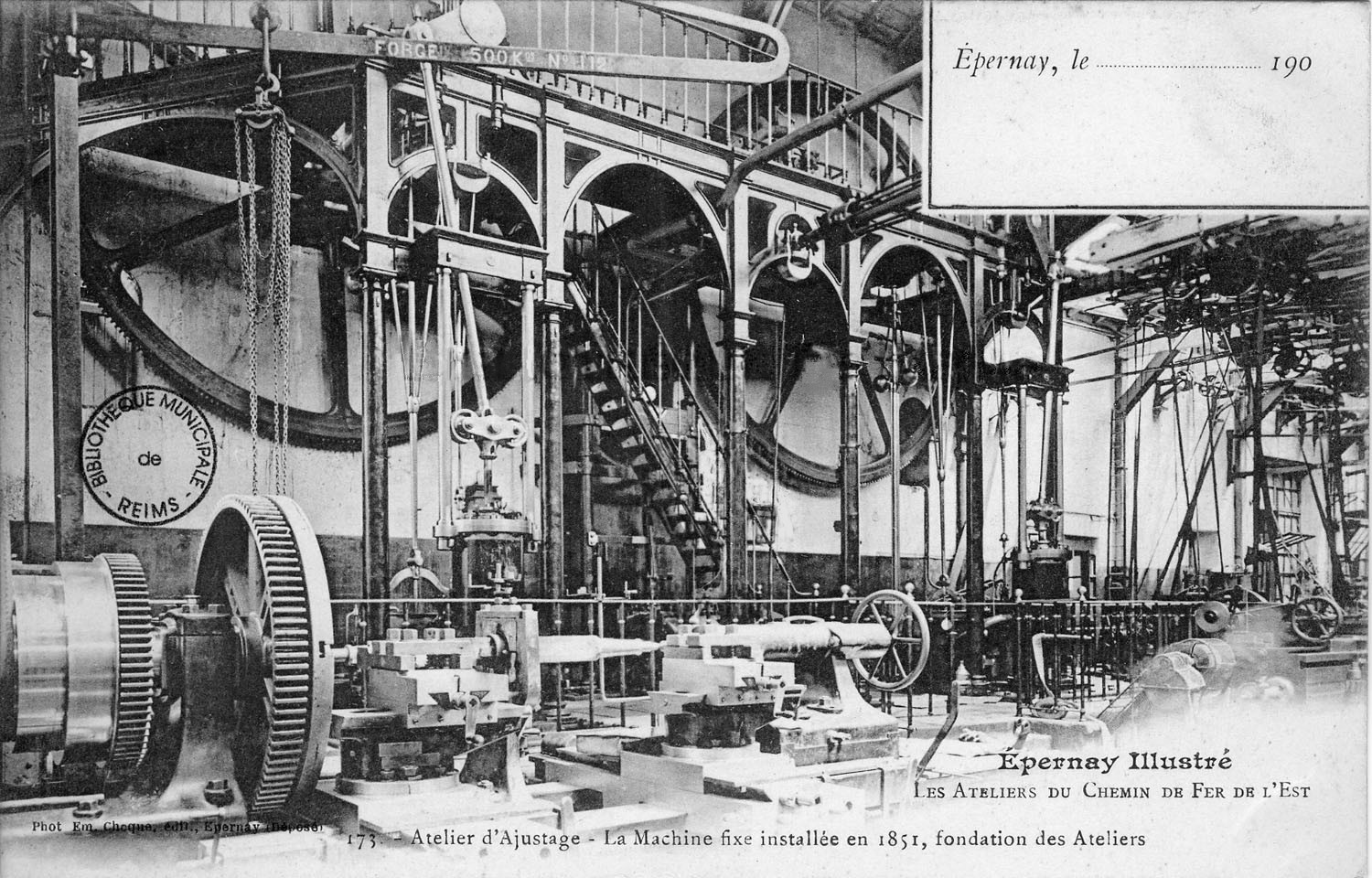
Intérieur des ateliers au XIXe siècle.
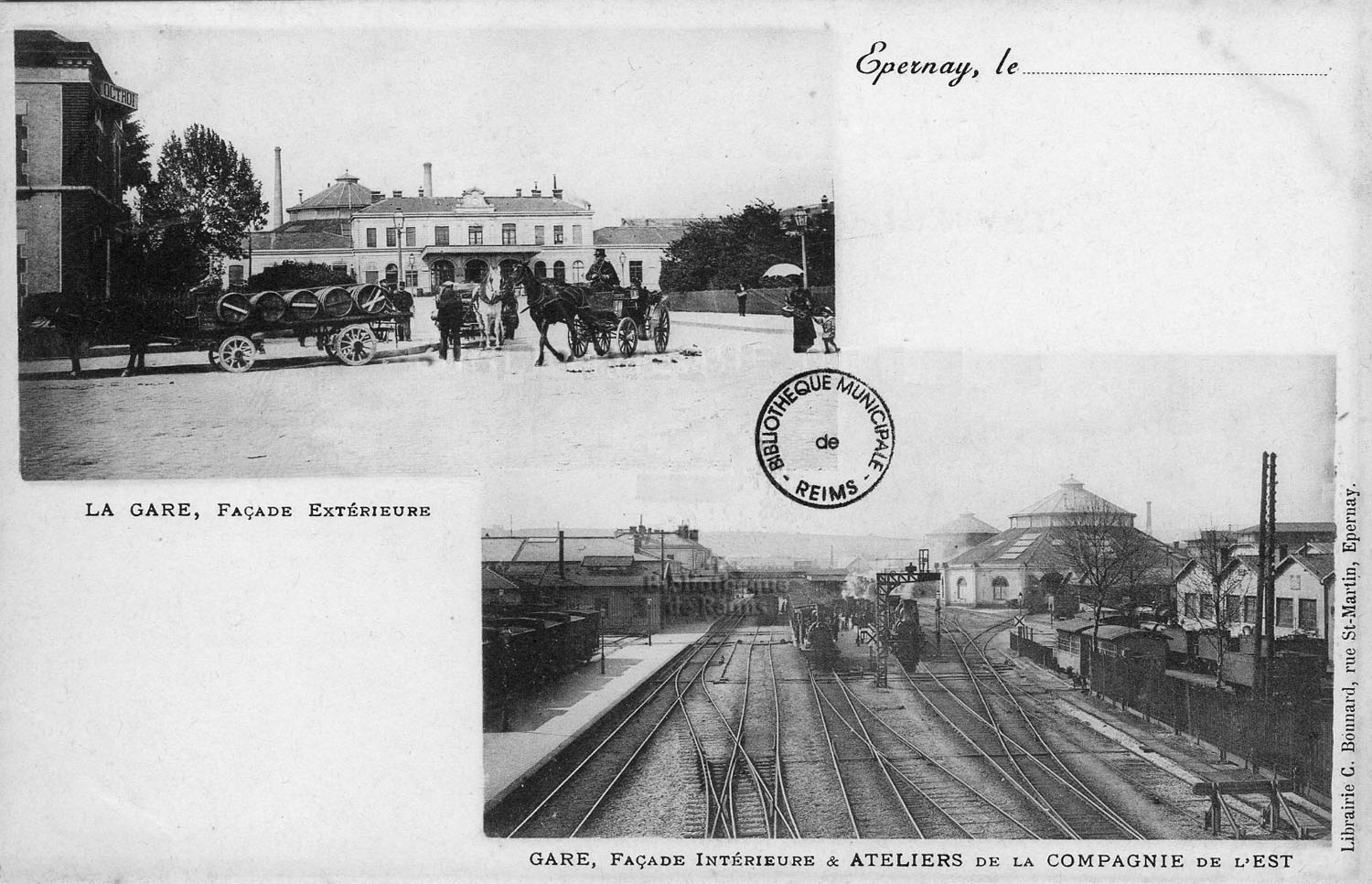
La gare et la retonde (date inconnue).

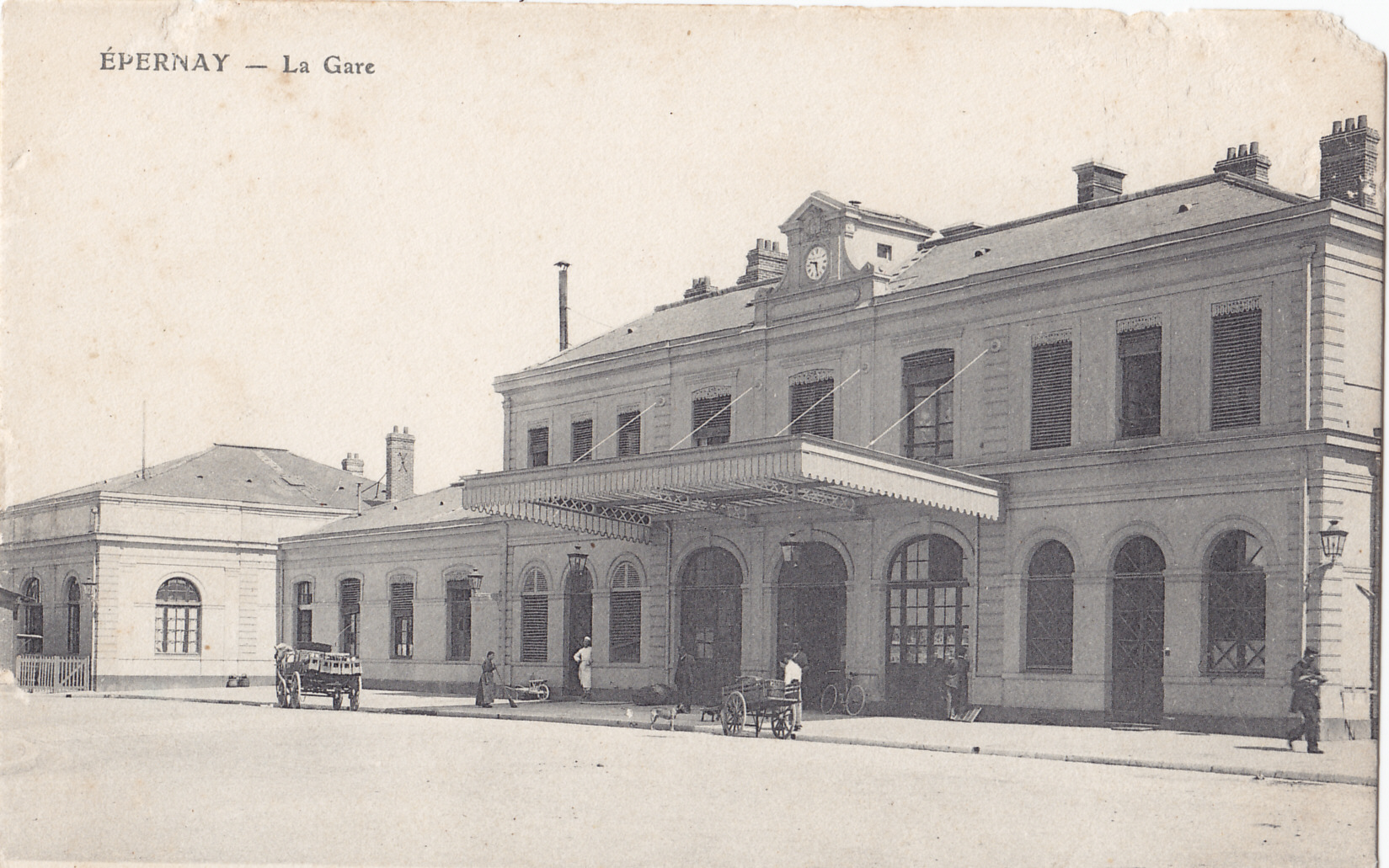
Façade de la gare, avant la Première Guerre mondiale.
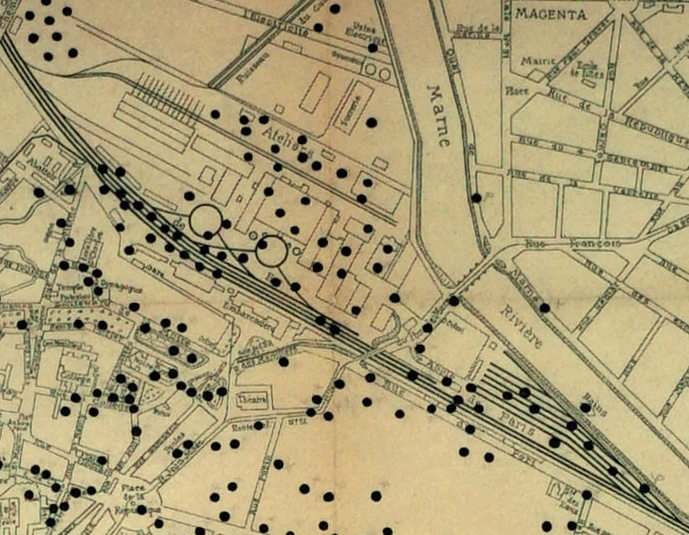
Bombardements de la Grande guerre.

Les murs du souterrain de la gare, réaménagé en 2009, servent de support à des photographies de sites remarquables de la ville d'Épernay et des alentours. Lors de son inauguration, étaient notamment présents Franck Leroy, maire d'Épernay, et Jean-Paul Bachy, président de la région Champagne-Ardenne.
À partir du 1er juin 2016, le « Moscou express » s'arrête à Épernay ; cette desserte est cependant supprimée en décembre de la même année.

## Fréquentation
De 2015 à 2024, selon les estimations de la SNCF, la fréquentation annuelle de la gare s'élève aux nombres indiqués dans le tableau ci-dessous.
| Année                      | 2015    | 2016    | 2017    | 2018    | 2019    | 2020    | 2021    | 2022    | 2023      | 2024      |
| -------------------------- | ------- | ------- | ------- | ------- | ------- | ------- | ------- | ------- | --------- | --------- |
| Voyageurs                  | 779 960 | 736 596 | 772 462 | 702 727 | 781 974 | 479 008 | 592 899 | 835 958 | 973 775   | 996 871   |
| Voyageurs et non voyageurs | 804 083 | 759 377 | 796 352 | 724 461 | 493 822 | 538 817 | 611 236 | 861 812 | 1 003 892 | 1 027 702 |

## Service des voyageurs

### Accueil

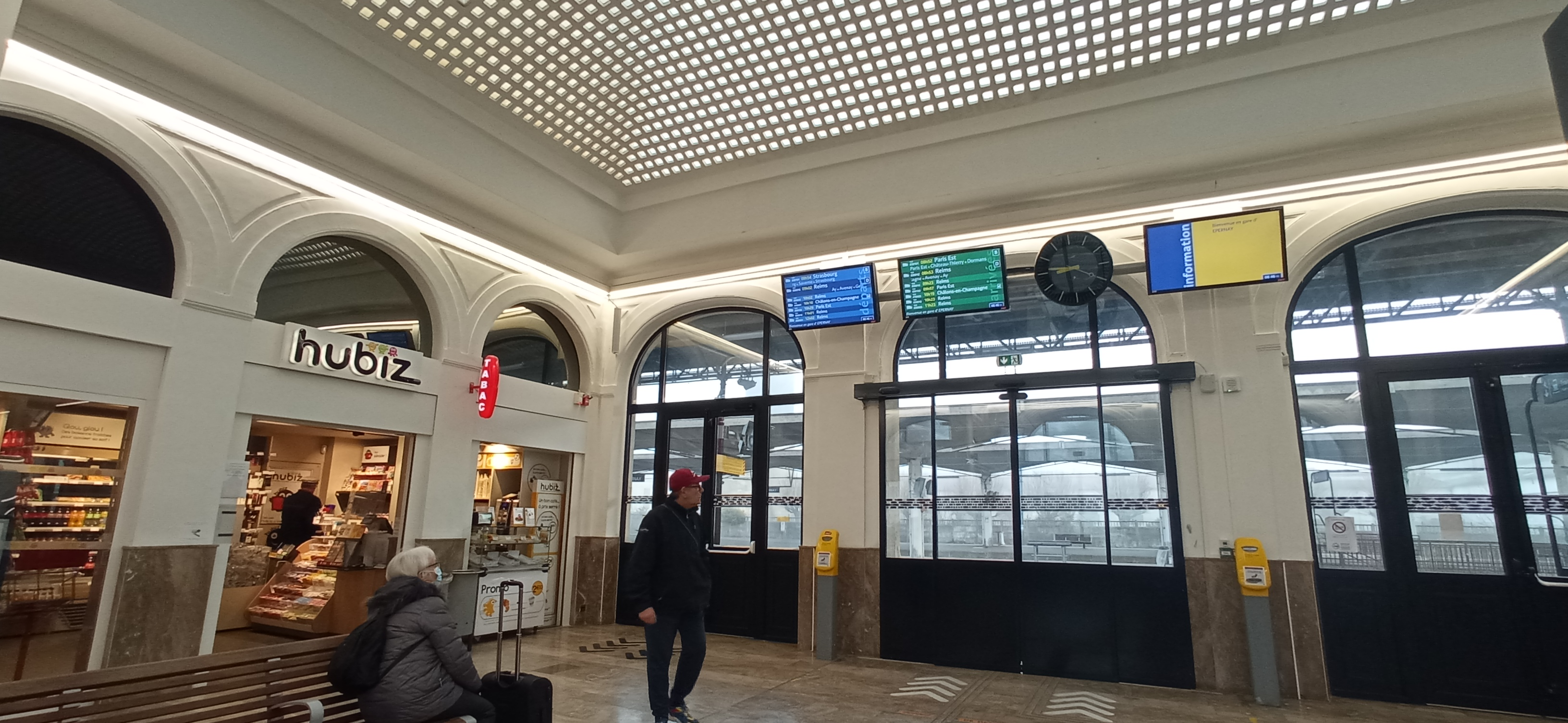
Hall de la gare vers les quais.

La gare dispose d'un bâtiment voyageurs, avec guichet, ouvert tous les jours.
Un souterrain permet le passage d'un quai à l'autre.

### Desserte

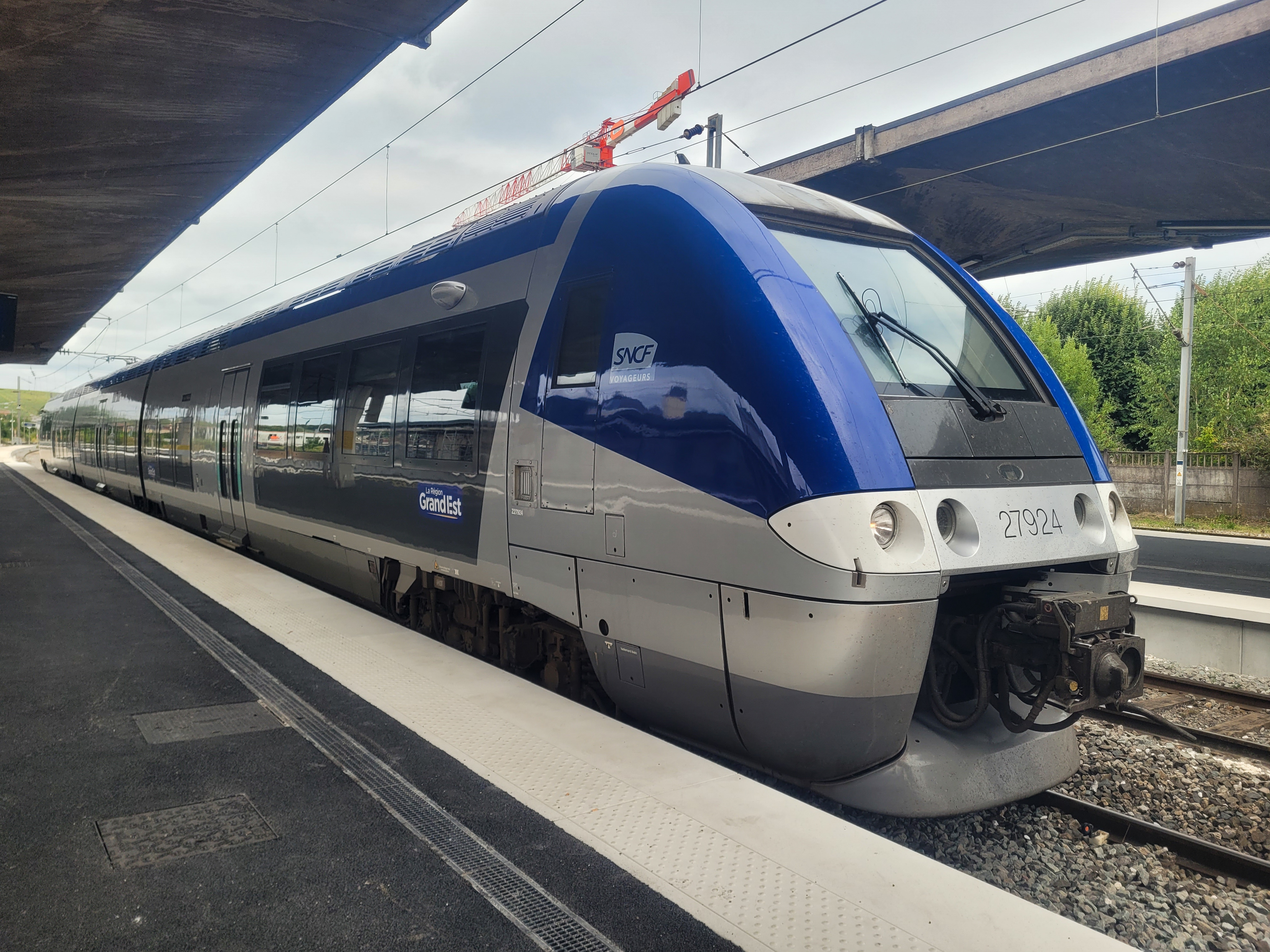
TER Grand Est à destination de Reims.

Elle est desservie par des TER Grand Est. Ceci permet à Épernay d'avoir des liaisons avec Paris, Reims, Châlons-en-Champagne, Saint-Dizier, Vitry-le-François, Nancy et Strasbourg. Épernay n'étant pas située sur la LGV Est européenne, on peut tout de même accéder à la gare de Champagne-Ardenne TGV, grâce à plusieurs aller-retours quotidiens effectués entre Épernay et la gare centrale de Reims (où s'effectue la correspondance vers la gare TGV).
La voie A est utilisée par les TER à destination de Paris. La voie B est utilisée par les TER en provenance de Paris et à destination de Châlons-en-Champagne, Bar-le-Duc ou Saint-Dizier, ainsi que les TER en provenance de Château-Thierry et à destination de Reims. Les voies C, D et E sont utilisées par les TER en provenance ou à destination de Reims, Nancy ou Châlons-en-Champagne.

### Intermodalité

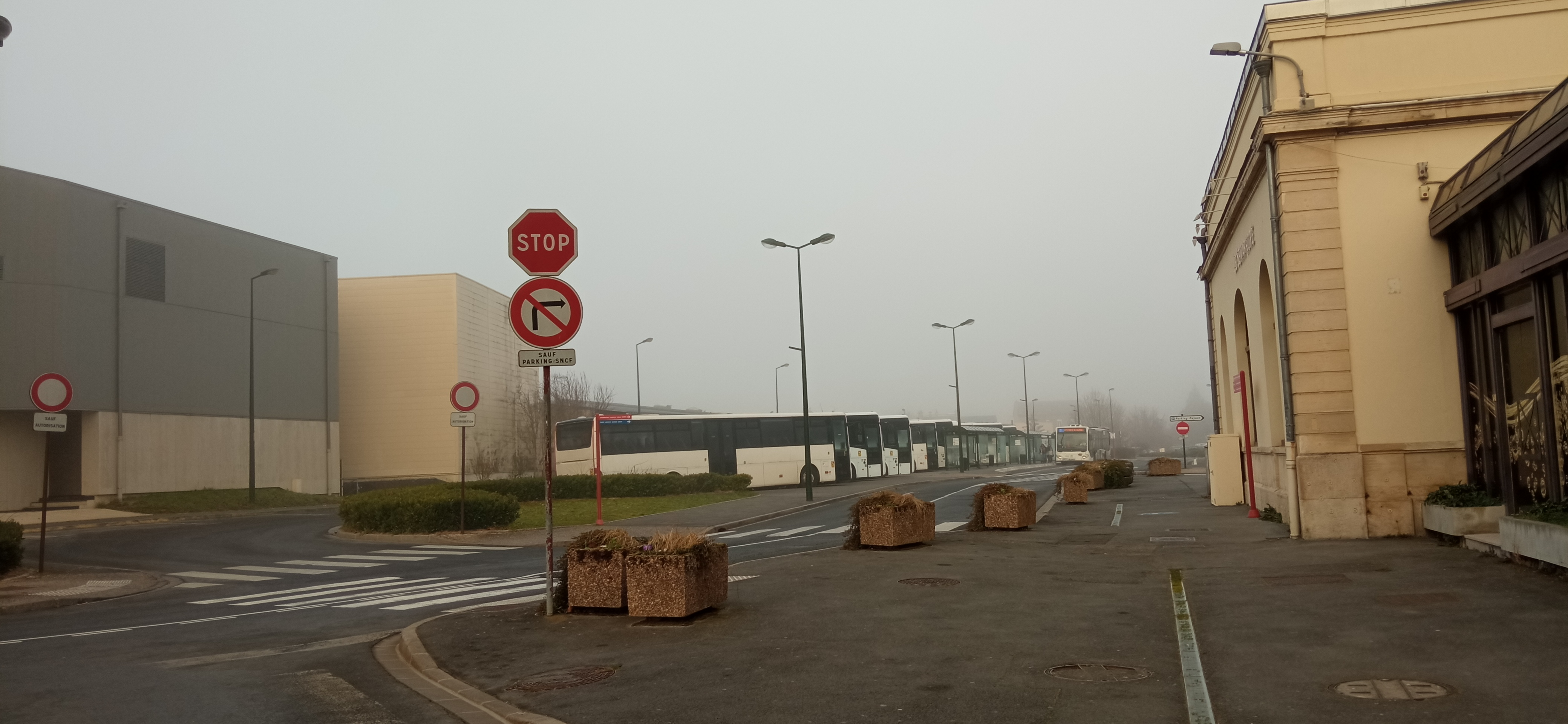
Gare routière pour les bus de ville et gare SNCF.

Un parc pour les vélos et un parking sont aménagés à ses abords.